# Guennadi Aïgui
Guennadi Nikolaevitch Aïgui (en tchouvache : Геннадий Николаевич Айхи; en russe : Геннадий Николаевич Айги) est un poète et traducteur russe né Hunnadi Lissine à Chaïmourzino (RSSA tchouvache) le 21 août 1934 et mort le 21 février 2006 à Moscou (Russie). Lauréat du prix Andreï-Biély en 1987, commandeur des Arts et des Lettres en 1998.

## Biographie
Son père, instituteur de campagne et qui aimait Victor Hugo, meurt sur le front en 1943, le jeune garçon et ses deux sœurs sont élevés par leur mère.
En 1953, il entreprend des études à l'Institut de littérature Maxime-Gorki à Moscou et se met à lire tout ce qu’il peut, y compris la littérature interdite. En 1956, celui que ses professeurs appelaient le « Maïakovski tchouvache » rencontre Boris Pasternak. Il avait commencé à écrire en tchouvache en 1949. Sa poésie se situe dans la lignée du futurisme de Velimir Khlebnikov (1895-1922). Le traducteur Léon Robel qui a tenté de le faire connaître en France, par ses traductions, le présente ainsi : « […] jeune poète tchouvache, distingué par son talent, allant faire des études à l’Institut de Littérature de Moscou, s’y perdant entre « campagnards » et « citadins », revenant chez lui se revivifier par la lecture de Maïakovski, y découvrant Pasternak et, dans Pasternak, Baudelaire. Et par ce dernier la langue française et toute notre poésie, qu’il traduira admirablement en tchouvache. »

## Traductions françaises
- Festivités d’hiver, Éditeurs français réunis, 1978.
- Sommeil-Poésie Poèmes, Éditions Seghers, 1984
- Le Cahier de Véronique, Nouveau Commerce, José Corti, 1984
- L'Enfant la rose, Nouveau Commerce, José Corti, 1992
- Hors commerce Aïgui, Nouveau Commerce, José Corti, 1993
- Interlocuteurs à distances, entretiens, Circé, 1994
- L'Œil des champs, anthologie tchouvache, Circé, 1996
- Toujours plus loin dans les neiges, Obsidiane, 2005

## Biographie
- Guennadi Aïgui, par Léon Robel, collection Poètes d'aujourd'hui no 269, Éditions Seghers, 1992